# Kirill Kosarev
Kirill Andreevič Kosarev (in russo Кирилл Андреевич Косарев?; Samara, 1º agosto 2001) è un calciatore russo, attaccante del Saturn.

## Carriera
Debutta in Prem'er-Liga il 31 ottobre 2020 con la maglia del Rubin in occasione dell'incontro vinto 3-1 contro l'Arsenal Tula.

## Statistiche

### Presenze e reti nei club
Statistiche aggiornate al 2 ottobre 2021.
| Stagione        | Squadra           | Campionato      | Campionato | Campionato | Coppe nazionali | Coppe nazionali | Coppe nazionali | Coppe continentali | Coppe continentali | Coppe continentali | Altre coppe | Altre coppe | Altre coppe | Totale | Totale |
| Stagione        | Squadra           | Comp            | Pres       | Reti       | Comp            | Pres            | Reti            | Comp               | Pres               | Reti               | Comp        | Pres        | Reti        | Pres   | Reti   |
| --------------- | ----------------- | --------------- | ---------- | ---------- | --------------- | --------------- | --------------- | ------------------ | ------------------ | ------------------ | ----------- | ----------- | ----------- | ------ | ------ |
| 2017-2018       | Kryl'ja Sovetov-2 | 2D              | 18         | 1          |                 | -               | -               |                    | -                  | -                  |             | -           | -           | 18     | 1      |
| 2018-2019       | Murom             | 2D              | 21         | 3          | CR              | 1               | 0               |                    | -                  | -                  |             | -           | -           | 22     | 3      |
| 2019-2020       | Murom             | 2D              | 5          | 2          | CR              | 2               | 1               |                    | -                  | -                  |             | -           | -           | 7      | 3      |
| 2019-2020       | Zenit-2           | 2D              | 1          | 0          |                 | -               | -               |                    | -                  | -                  |             | -           | -           | 1      | 0      |
| 2020-2021       | Rubin             | PL              | 3          | 0          | CR              | 1               | 0               |                    | -                  | -                  |             | -           | -           | 4      | 0      |
| 2020-2021       | Tom' Tomsk        | 1D              | 16         | 3          | CR              | 0               | 0               |                    | -                  | -                  |             | -           | -           | 16     | 3      |
| 2021-2022       | Nižnij Novgorod   | PL              | 4          | 0          | CR              | 1               | 0               |                    | -                  | -                  |             | -           | -           | 5      | 0      |
| Totale carriera | Totale carriera   | Totale carriera | 68         | 9          |                 | 5               | 1               |                    | -                  | -                  |             | -           | -           | 73     | 10     |